# Шенберг (гора)
Шенберґ (нім. Schönberg) — гора в Ліхтенштейні, висотою — 2 104 м. Ця гора належить до гірського масиву Ретікон у Східних Альпах.
Гора розташована в східній частині Ліхтенштейну. На схід від столиці країни — Вадуца, в її підніжжі розкинулася східний приавстрійський ексклав комуни-общини Шаан. Гора примітна ще й тим, що дала назву найпротяжнішій системі печер в Європі (13-а за довжиною у світі)